# Stefaniola halocnemii
Stefaniola halocnemii är en tvåvingeart som beskrevs av Fedotova 1985. Stefaniola halocnemii ingår i släktet Stefaniola och familjen gallmyggor.
Artens utbredningsområde är Kazakstan. Inga underarter finns listade i Catalogue of Life.